# Nati nel 1972/Aprile
| Questa pagina contiene informazioni ricavate automaticamente dalle voci biografiche con l'ausilio del template Bio e di un bot. L'aggiornamento è periodico e automatico e ricostruisce completamente la pagina. Se manca una persona in questa lista, sei pregato di non aggiungerla, ma accertati piuttosto che la sua voce biografica contenga il template Bio e che i dati anagrafici siano correttamente compilati. Se il template Bio manca, inseriscilo tu stesso o, in alternativa, metti l'avviso {{tmp\|Bio}} che ne segnala la mancanza. Se i dati riportati sono sbagliati, correggi direttamente la voce biografica; le modifiche saranno visibili in questa lista entro pochi giorni. Per chiarimenti vedi il progetto biografie. La lista contiene solo le 356 persone che sono citate nell'enciclopedia e per le quali è stato implementato correttamente il template Bio. Pagina aggiornata al 2 giu 2025. |

- 1º aprile - Camilla, cantante italiana
- 1º aprile - Florin Cîțu, politico e economista rumeno
- 1º aprile - François Even, bassista francese
- 1º aprile - Albert e Allen Hughes, regista, sceneggiatore e produttore cinematografico statunitense
- 1º aprile - Björn Höcke, politico tedesco
- 1º aprile - Sabrina Marinangeli, cantante e showgirl italiana
- 1º aprile - Mike McCoy, ex giocatore di football americano e allenatore di football americano statunitense
- 1º aprile - Stefano Missio, regista italiano
- 1º aprile - Sergej Rožkov, biatleta russo
- 1º aprile - Petr Švehla, ex lottatore cecoslovacco
- 1º aprile - Giovanna Tinetti, fisica e astronoma italiana
- 1º aprile - Jesse Tobias, chitarrista statunitense
- 2 aprile - Maler, cantautore italiano
- 2 aprile - Masahiro Andō, ex calciatore giapponese
- 2 aprile - Eyal Berkovic, ex calciatore israeliano
- 2 aprile - Pascal Camadini, ex calciatore francese
- 2 aprile - Calvin Davis, ostacolista e velocista statunitense († 2023)
- 2 aprile - Boban Dmitrović, allenatore di calcio e ex calciatore serbo
- 2 aprile - Thomas Glavinic, scrittore austriaco
- 2 aprile - Melody Howard, ex cestista statunitense
- 2 aprile - Samir Kamouna, ex calciatore egiziano
- 2 aprile - Igor' Kurašov, ex cestista russo
- 2 aprile - Ali Meçabih, ex calciatore algerino
- 2 aprile - Oliverio Jesús Álvarez, ex calciatore e allenatore di calcio spagnolo
- 2 aprile - Suzette Sargeant, ex cestista e allenatrice di pallacanestro statunitense
- 3 aprile - Paolo Alberti, ex cestista italiano
- 3 aprile - Salvatore Cirillo, compositore, pianista e arrangiatore italiano
- 3 aprile - Jennie Garth, attrice e ex modella statunitense
- 3 aprile - Kenny Logan, rugbista a 15 e imprenditore britannico
- 3 aprile - Veronika Martinek, ex tennista tedesca
- 3 aprile - Catherine McCormack, attrice britannica
- 3 aprile - Đula Mešter, ex pallavolista serbo
- 3 aprile - Lola Pagnani, attrice e ballerina italiana
- 3 aprile - Gianfranco Russo, attore italiano
- 3 aprile - Dmytro Šutkov, ex calciatore ucraino
- 3 aprile - Sandrine Testud, ex tennista francese
- 3 aprile - Gervatius Uri Khob, ex calciatore namibiano
- 3 aprile - Jörgen Wålemark, allenatore di calcio e ex calciatore svedese
- 4 aprile - Kevin Brown, attore statunitense
- 4 aprile - Jérôme Damon, ex arbitro di calcio sudafricano
- 4 aprile - Adriana Dunavska, ex ginnasta bulgara
- 4 aprile - Vladimir Jurovskij, direttore d'orchestra russo
- 4 aprile - Koichi Kidera, ex calciatore giapponese
- 4 aprile - Cristian Mini, cantautore e attore italiano
- 4 aprile - Lisa Ray, attrice canadese
- 4 aprile - Holger Schlepps, ex tuffatore tedesco
- 4 aprile - Jill Scott, cantautrice e attrice statunitense
- 4 aprile - Kelvin Sebwe, ex calciatore liberiano
- 5 aprile - Florinda Cambria, filosofa, traduttrice e saggista italiana
- 5 aprile - Franck Carmagnolle, ex sciatore alpino francese
- 5 aprile - Héctor Manuel González, ex calciatore ecuadoriano
- 5 aprile - Pat Green, cantautore statunitense
- 5 aprile - Volodymyr Kaljužnyj, schermidore ucraino
- 5 aprile - Paul Okon, allenatore di calcio e ex calciatore australiano
- 5 aprile - Miriam Owiti, ex cestista keniota
- 5 aprile - Waylon Payne, attore, cantante e musicista statunitense
- 5 aprile - Junko Takeuchi, attrice e doppiatrice giapponese
- 6 aprile - Pierre Richard Bruny, ex calciatore haitiano
- 6 aprile - Ralf Bucher, ex calciatore tedesco
- 6 aprile - Will Evankovich, chitarrista statunitense
- 6 aprile - Saša Glavaš, allenatore di calcio e ex calciatore croato
- 6 aprile - Jason Hervey, attore e produttore televisivo statunitense
- 6 aprile - Ami James, personaggio televisivo statunitense
- 6 aprile - Anders Thomas Jensen, sceneggiatore e regista danese
- 6 aprile - Rinko Kawauchi, fotografa giapponese
- 6 aprile - Germán Pinillos, ex calciatore peruviano
- 6 aprile - Franklin Santana, modello e attore venezuelano
- 6 aprile - Dickey Simpkins, ex cestista statunitense
- 6 aprile - Roberto Ismael Torres Baez, ex calciatore paraguaiano
- 7 aprile - Maurizio Fugatti, politico italiano
- 7 aprile - Gianluca Grignani, cantautore, chitarrista e produttore discografico italiano
- 7 aprile - José Javier Hombrados, ex pallamanista spagnolo
- 7 aprile - Harut Karapetyan, ex calciatore armeno
- 7 aprile - Timothy Peake, ex militare e astronauta britannico
- 7 aprile - Jennifer Schwalbach Smith, attrice e giornalista statunitense
- 7 aprile - Curro Segura, allenatore di pallacanestro spagnolo
- 7 aprile - Caroline af Ugglas, cantante, cantautrice e attrice svedese
- 7 aprile - Yiğit Özşener, attore e doppiatore turco
- 8 aprile - Daniela Altamore, ex cestista italiana
- 8 aprile - Giuseppe Antonaccio, ex calciatore italiano
- 8 aprile - Omar Ba, ex cestista senegalese
- 8 aprile - Gianpaolo Faelli, artista marziale italiano
- 8 aprile - Paul Gray, bassista statunitense († 2010)
- 8 aprile - Sung Kang, attore statunitense
- 8 aprile - Sergej Leonidovič Magnitskij, avvocato russo († 2009)
- 8 aprile - Joel Reyes, ex calciatore cileno
- 8 aprile - Piotr Świerczewski, allenatore di calcio e ex calciatore polacco
- 8 aprile - Chuck Todd, giornalista e conduttore televisivo statunitense
- 9 aprile - Fabrizio Bernardi, astronomo italiano
- 9 aprile - Alain Berset, politico svizzero
- 9 aprile - Kasper Hjulmand, allenatore di calcio e ex calciatore danese
- 9 aprile - Néstor Isasi, ex calciatore paraguaiano
- 9 aprile - RedOne, musicista e produttore discografico marocchino
- 9 aprile - Neve McIntosh, attrice britannica
- 9 aprile - Jana Pittichová, astronoma slovacca
- 9 aprile - Željko Rebrača, ex cestista jugoslavo
- 9 aprile - Facundo Sucatzky, ex cestista e allenatore di pallacanestro argentino
- 9 aprile - Sandro França Varejão, ex cestista brasiliano
- 9 aprile - Val Whiting, ex cestista statunitense
- 10 aprile - Toni Acosta, attrice spagnola
- 10 aprile - Rachid Neqrouz, ex calciatore marocchino
- 10 aprile - Monica Bertolotti, doppiatrice e direttrice del doppiaggio italiana
- 10 aprile - Frank Lammers, attore e doppiatore olandese
- 10 aprile - Brooke Rollins, politica e funzionaria statunitense
- 10 aprile - Angelica Saggese, politica italiana
- 10 aprile - Mario Stanić, dirigente sportivo e ex calciatore croato
- 10 aprile - Sami Yli-Sirniö, chitarrista finlandese
- 11 aprile - Klas Åhlund, compositore e cantante svedese
- 11 aprile - Eva Biland, politica svizzera
- 11 aprile - Fernando Brassard, allenatore di calcio e ex calciatore portoghese
- 11 aprile - Claudio Ciccia, ex calciatore uruguaiano
- 11 aprile - Brandon Coupe, ex tennista statunitense
- 11 aprile - Vladimir Leončenko, dirigente sportivo e ex calciatore russo
- 11 aprile - Nicole Levesque, ex cestista e allenatrice di pallacanestro statunitense
- 11 aprile - Balls Mahoney, wrestler statunitense († 2016)
- 11 aprile - Simone Pinzani, ex combinatista nordico italiano
- 11 aprile - Natacha Régnier, attrice belga
- 11 aprile - Franklin Western, ex cestista dominicano
- 12 aprile - Omrane Ayari, ex lottatore tunisino
- 12 aprile - René Cattarinussi, ex biatleta italiano
- 12 aprile - Emerson Moisés Costa, ex calciatore brasiliano
- 12 aprile - Barbara Graziosi, grecista italiana
- 12 aprile - Norman Mapeza, allenatore di calcio e ex calciatore zimbabwese
- 12 aprile - Aqil Məmmədov, ex calciatore azero
- 12 aprile - Adriano Panzironi, imprenditore italiano
- 12 aprile - Morten Pedersen, allenatore di calcio e ex calciatore norvegese
- 12 aprile - Mario Traversoni, ex ciclista su strada italiano
- 13 aprile - Svetlana Bojko, schermitrice russa
- 13 aprile - Massimo Cantini Parrini, costumista italiano
- 13 aprile - Antonio Costantini, pallavolista italiano
- 13 aprile - Fabrizio Guidi, dirigente sportivo e ex ciclista su strada italiano
- 13 aprile - Lee Jin-taek, ex altista sudcoreano
- 13 aprile - Aaron Lewis, cantante e chitarrista statunitense
- 13 aprile - Riccardo Lione, giocatore di beach volley italiano
- 13 aprile - Carlos Mortensen, giocatore di poker spagnolo
- 13 aprile - Takashi Nagata, ex calciatore giapponese
- 13 aprile - Jimmy Patronis, politico statunitense
- 13 aprile - Qurban Qurbanov, allenatore di calcio e ex calciatore azero
- 13 aprile - Dean Sewell, ex calciatore giamaicano
- 13 aprile - Edgars Šneps, ex cestista lettone
- 14 aprile - Barbara Brlec, ex sciatrice alpina slovena
- 14 aprile - Paula Denyer, serial killer australiano
- 14 aprile - Paul Devlin, ex calciatore scozzese
- 14 aprile - Adam Duce, bassista statunitense
- 14 aprile - Valentina Furlanetto, giornalista, conduttrice radiofonica e scrittrice italiana
- 14 aprile - Serge Gumienny, ex arbitro di calcio belga
- 14 aprile - Wojciech Kowalczyk, ex calciatore polacco
- 14 aprile - Alex Lundqvist, supermodello svedese
- 14 aprile - Yūichi Nishimura, arbitro di calcio giapponese
- 14 aprile - Fumiko Okuno, sincronetta giapponese
- 14 aprile - Mauro Ottolini, trombonista, compositore e direttore d'orchestra italiano
- 14 aprile - Dean Potter, alpinista statunitense († 2015)
- 14 aprile - Petar Puača, ex calciatore serbo
- 14 aprile - Stefan Ruthenbeck, allenatore di calcio e ex calciatore tedesco
- 14 aprile - Filippo Solibello, conduttore radiofonico, conduttore televisivo e artista italiano
- 15 aprile - Maria Soave Alemanno, politica italiana
- 15 aprile - Trine Dyrholm, attrice e cantante danese
- 15 aprile - Arturo Gatti, pugile italiano († 2009)
- 15 aprile - Stefanie Göttsche, ex cestista tedesca
- 15 aprile - Katharine Hayhoe, astrofisica e climatologa canadese
- 15 aprile - Vickie Johnson, ex cestista e allenatrice di pallacanestro statunitense
- 15 aprile - Oksana Kostina, ginnasta sovietica († 1993)
- 15 aprile - Daniele Piccini, filologo, critico letterario e poeta italiano
- 15 aprile - Ray Luv, rapper statunitense
- 15 aprile - Giuseppe Reina, ex calciatore tedesco
- 15 aprile - Lou Romano, designer, scenografo e doppiatore statunitense
- 15 aprile - Anders Colsefni, cantante e percussionista statunitense
- 15 aprile - Magnus Samuelsson, ex calciatore svedese
- 15 aprile - Viva Seifert, ginnasta e tastierista britannica
- 15 aprile - Gabriele Toccafondi, politico italiano
- 16 aprile - Sebastiano Bontempi, fotografo italiano
- 16 aprile - Andreas Dittmer, canoista tedesco
- 16 aprile - Lagi Dyer, ex calciatore figiano
- 16 aprile - Marco Foroni, giornalista, telecronista sportivo e conduttore televisivo italiano
- 16 aprile - Eldar Kurtanidze, ex lottatore georgiano
- 16 aprile - Lorenzo Lavia, attore italiano
- 16 aprile - Conchita Martínez, allenatrice di tennis e ex tennista spagnola
- 16 aprile - Andre McCollum, ex cestista e allenatore di pallacanestro statunitense
- 16 aprile - John McGuinness, pilota motociclistico britannico
- 16 aprile - Paolo Negro, allenatore di calcio e ex calciatore italiano
- 16 aprile - Bárður á Steig Nielsen, ex pallamanista e politico faroese
- 16 aprile - Kuniko Obinata, sciatrice alpina giapponese
- 16 aprile - Rodolphe Rano, ex calciatore francese
- 16 aprile - Tracy K. Smith, poetessa statunitense
- 16 aprile - Arild Stavrum, allenatore di calcio e ex calciatore norvegese
- 17 aprile - Gianluca Abignente, allenatore di pallacanestro italiano
- 17 aprile - Anna Andreussi, copilota di rally italiana
- 17 aprile - Tony Boselli, giocatore di football americano statunitense
- 17 aprile - Juanjo Cañas, ex calciatore spagnolo
- 17 aprile - Orlando Cinque, attore italiano
- 17 aprile - Jennifer Garner, attrice, produttrice cinematografica e produttrice televisiva statunitense
- 17 aprile - Tomaž Globočnik, biatleta e fondista sloveno
- 17 aprile - Celso Guerrero, ex calciatore paraguaiano
- 17 aprile - Kazunari Koga, ex calciatore giapponese
- 17 aprile - Johannes Bah Kuhnke, attore e cantante svedese
- 17 aprile - Dylan Mika, rugbista a 15 neozelandese († 2018)
- 17 aprile - Muttiah Muralitharan, crickettista singalese
- 17 aprile - Raisa O'Farrill, pallavolista cubana († 2023)
- 17 aprile - Claudia Peracchia, ex cestista e allenatrice di pallacanestro italiana
- 17 aprile - Francesca Romana Perrotta, cantautrice italiana
- 17 aprile - Cristian Traverso, ex calciatore argentino
- 17 aprile - Judes Vaton, ex calciatore francese
- 17 aprile - Jarkko Wiss, allenatore di calcio e ex calciatore finlandese
- 18 aprile - Maurice Compte, attore statunitense
- 18 aprile - Félix Hernández, ex calciatore venezuelano
- 18 aprile - Carlotta Iossetti, conduttrice televisiva e attrice italiana
- 18 aprile - Kim Sung-jae, cantante, modello e ballerino sudcoreano († 1995)
- 18 aprile - Garry McCoy, pilota motociclistico australiano
- 18 aprile - Ruth Ogbeifo, ex sollevatrice nigeriana
- 18 aprile - Eli Roth, regista, sceneggiatore e attore statunitense
- 18 aprile - Michael Rutter, pilota motociclistico inglese
- 18 aprile - Norihiro Satsukawa, allenatore di calcio e ex calciatore giapponese
- 18 aprile - Stefanie Schmid, attrice tedesca
- 18 aprile - Tünde Vaszi, ex lunghista ungherese
- 19 aprile - Ashley Bayes, preparatore atletico e ex calciatore inglese
- 19 aprile - Marcelo Elizaga, ex calciatore ecuadoriano
- 19 aprile - Ute Krätschmann, ex cestista tedesca
- 19 aprile - Sonja Nef, ex sciatrice alpina svizzera
- 19 aprile - Rivaldo, dirigente sportivo e ex calciatore brasiliano
- 19 aprile - Anselmo Roveda, scrittore italiano
- 19 aprile - Rick Stafford, ex cestista e allenatore di pallacanestro statunitense
- 19 aprile - Jennifer Taylor, attrice e sceneggiatrice statunitense
- 19 aprile - Uéslei, ex calciatore brasiliano
- 19 aprile - Jeff Wilkins, ex giocatore di football americano statunitense
- 20 aprile - Bawa Abdullahi, ex calciatore e ex giocatore di calcio a 5 nigeriano
- 20 aprile - Dorota Bukowska, ex cestista polacca
- 20 aprile - Carmen Electra, modella, attrice e cantante statunitense
- 20 aprile - Luis Gómez, ex calciatore ecuadoriano
- 20 aprile - Svetlana Išmuratova, biatleta e fondista russa
- 20 aprile - Željko Joksimović, cantante, compositore e musicista serbo
- 20 aprile - Marko Kon, cantante serbo
- 20 aprile - Mamta Kulkarni, attrice indiana
- 20 aprile - Elena Lasconi, politica, giornalista e conduttrice radiofonica rumena
- 20 aprile - Lê Huỳnh Đức, allenatore di calcio e ex calciatore vietnamita
- 20 aprile - Stephen Marley, cantante, chitarrista e produttore discografico giamaicano
- 20 aprile - Jørgen Rangnes, ex calciatore norvegese
- 20 aprile - Maksym Tymošenko, antropologo ucraino
- 21 aprile - Liz Carr, attrice britannica
- 21 aprile - Bridget Everett, attrice, cantante e comica statunitense
- 21 aprile - Petra Hultgren, modella e attrice svedese
- 21 aprile - Jacopo Iacoboni, giornalista e saggista italiano
- 21 aprile - Tia Jackson, ex cestista e allenatrice di pallacanestro statunitense
- 21 aprile - Ian Kahn, attore statunitense
- 21 aprile - Edoardo Leo, attore, sceneggiatore e regista italiano
- 21 aprile - Dmitrij Lepikov, ex nuotatore russo
- 21 aprile - Gianluca Lulli, allenatore di pallacanestro e ex cestista italiano
- 21 aprile - Narges Mohammadi, attivista iraniana
- 21 aprile - Gwendal Peizerat, ex pattinatore artistico su ghiaccio francese
- 21 aprile - Vidar Riseth, ex calciatore norvegese
- 21 aprile - Rogério Pinheiro dos Santos, ex calciatore brasiliano
- 21 aprile - Ruby, ex attrice pornografica statunitense
- 21 aprile - Renzo Semprini, ex cestista italiano
- 21 aprile - Severina Vučković, cantante e attrice croata
- 22 aprile - Adhemar, ex calciatore brasiliano
- 22 aprile - Sabine Appelmans, ex tennista belga
- 22 aprile - Milka Duno, pilota automobilistica venezuelana
- 22 aprile - Anna Falchi, attrice, conduttrice televisiva e ex modella italiana
- 22 aprile - Owen Finegan, ex rugbista a 15 e allenatore di rugby a 15 australiano
- 22 aprile - Sergei Hohlov-Simson, ex calciatore estone
- 22 aprile - Keyshawn Johnson, giocatore di football americano statunitense
- 22 aprile - Sonia Mazza, doppiatrice italiana
- 22 aprile - Noh Tae-kyung, ex calciatore sudcoreano
- 22 aprile - John Petersen, allenatore di calcio e ex calciatore faroese
- 22 aprile - Yasser Radwan, ex calciatore egiziano
- 22 aprile - Mathieu Traoré, ex calciatore burkinabé
- 23 aprile - Demet Akalın, cantante, attrice e personaggio televisivo turca
- 23 aprile - Alain-Guillaume Bunyoni, politico burundese
- 23 aprile - Tony Chapron, ex arbitro di calcio francese
- 23 aprile - Choky Ice, attore pornografico ungherese
- 23 aprile - Andrea Ferro, politico italiano
- 23 aprile - Riccardo Grandi, regista cinematografico e sceneggiatore italiano
- 23 aprile - Sherman Hamilton, ex cestista canadese
- 23 aprile - Bertha Patricia Manterola Carrión, attrice, cantante e modella messicana
- 23 aprile - Angelo Vier, dirigente sportivo, procuratore sportivo e ex calciatore tedesco
- 24 aprile - Rab Douglas, ex calciatore scozzese
- 24 aprile - Csilla Füri, ex pentatleta ungherese
- 24 aprile - Alessia Giuliani, attrice italiana
- 24 aprile - Chipper Jones, ex giocatore di baseball statunitense
- 24 aprile - Carlos Alberto Juárez, ex calciatore argentino
- 24 aprile - Jure Košir, ex sciatore alpino sloveno
- 24 aprile - Barbara Lezzi, politica italiana
- 24 aprile - Marquez, cantautore e compositore italiano
- 24 aprile - Glen Riddersholm, allenatore di calcio danese
- 24 aprile - Laure Sainclair, ex attrice pornografica francese
- 24 aprile - Anne Dorthe Tanderup, ex pallamanista danese
- 24 aprile - Sabrina Varrone, mezzofondista italiana
- 25 aprile - Michele Baldi, allenatore di calcio e ex calciatore italiano
- 25 aprile - Marco Bella, chimico e politico italiano
- 25 aprile - Eugenio Caballero, scenografo messicano
- 25 aprile - Carmen Cusack, attrice e cantante statunitense
- 25 aprile - Sofia Helin, attrice svedese
- 25 aprile - Mikael Kenta, modello e fotografo svedese
- 25 aprile - Marco Meneschincheri, commentatore televisivo e ex tennista italiano
- 25 aprile - Annette Sikveland, ex biatleta norvegese
- 25 aprile - Amilcare Tronca, ciclista su strada italiano († 1999)
- 25 aprile - Marko Tuomainen, ex hockeista su ghiaccio e allenatore di hockey su ghiaccio finlandese
- 25 aprile - Zaza Zazirov, ex lottatore ucraino
- 26 aprile - Claudia Coslovich, ex giavellottista italiana
- 26 aprile - Vito Crimi, politico italiano
- 26 aprile - Ríkharður Daðason, ex calciatore e allenatore di calcio islandese
- 26 aprile - Bronagh Gallagher, attrice britannica
- 26 aprile - Adrian Lambert, bassista e compositore britannico
- 26 aprile - Nikolaj L'vovič Luganskij, pianista russo
- 26 aprile - Francisco Miguel Narváez, ex calciatore spagnolo
- 26 aprile - Avi Nimni, ex calciatore israeliano
- 26 aprile - Ismael Santos, ex cestista spagnolo
- 26 aprile - Andrea Schwarzenberger, ex sciatrice alpina tedesca
- 26 aprile - Sylvain Tesson, giornalista e viaggiatore francese
- 26 aprile - Juanita du Plessis, cantautrice namibiana
- 27 aprile - Nigel Barker, fotografo britannico
- 27 aprile - Mateo Cañellas, ex mezzofondista spagnolo
- 27 aprile - Jevon Crudup, ex cestista e allenatore di pallacanestro statunitense
- 27 aprile - José Fernando Escobar Estrada, ingegnere e politico colombiano
- 27 aprile - Silvia Farina Elia, ex tennista e commentatrice televisiva italiana
- 27 aprile - Claudio Gargaro, ex nuotatore italiano
- 27 aprile - Adam Henry, ex giocatore di football americano e allenatore di football americano statunitense
- 27 aprile - Mehmet Kurtuluş, attore tedesco
- 27 aprile - David Lascher, attore statunitense
- 27 aprile - Bjørn Arild Levernes, ex calciatore norvegese
- 27 aprile - Tito Meneghetti, ex hockeista su ghiaccio|Attività2=allenatore di hockey su ghiaccio|Attività3=dirigente sportivo italiano
- 27 aprile - Ning Jing, attrice cinese
- 27 aprile - Maura West, attrice statunitense
- 27 aprile - Wellesley Wild, sceneggiatore e produttore televisivo statunitense
- 28 aprile - Annalisa Accarino, ex cestista italiana
- 28 aprile - Csilla Auth, cantante ungherese
- 28 aprile - Stéphane Brosse, scialpinista francese († 2012)
- 28 aprile - Carrie Cunningham, ex tennista statunitense
- 28 aprile - Jean-Paul van Gastel, allenatore di calcio e ex calciatore olandese
- 28 aprile - Jason Dean Hall, attore, sceneggiatore e produttore cinematografico statunitense
- 28 aprile - Edwin Ifeanyi, ex calciatore camerunese
- 28 aprile - Michaela Imperatori, ex ginnasta italiana
- 28 aprile - Kōji Kondō, calciatore giapponese († 2003)
- 28 aprile - Sergio Massa, politico e avvocato argentino
- 28 aprile - Satoshi Sakumoto, allenatore di pallacanestro e ex cestista giapponese
- 28 aprile - Tønes, cantante norvegese
- 28 aprile - Wilmer Velásquez, ex calciatore honduregno
- 28 aprile - Violent J, rapper, wrestler e attore statunitense
- 29 aprile - Ludwig Ernstsson, allenatore di calcio e ex calciatore svedese
- 29 aprile - Carlos Clos Gómez, ex arbitro di calcio spagnolo
- 29 aprile - Sergeý Kalabwxïn, ex calciatore kazako
- 29 aprile - Fredrik Kempe, compositore svedese
- 29 aprile - Anne-Sophie Lapix, giornalista francese
- 29 aprile - Jane Mandean, ex atleta paralimpica sudafricana
- 29 aprile - Derek Mears, stuntman e attore statunitense
- 29 aprile - Francesco Postiglione, ex pallanuotista, ex nuotatore e dirigente sportivo italiano
- 29 aprile - Kazemır Qudiyev, ex calciatore azero
- 29 aprile - Marko Rehmer, ex calciatore tedesco
- 29 aprile - Anthony Rother, compositore e produttore discografico tedesco
- 29 aprile - Mariusz Siudek, ex pattinatore artistico su ghiaccio polacco
- 29 aprile - Takahiro Yamada, ex calciatore giapponese
- 30 aprile - Clelia Ailara, giocatrice di softball italiana
- 30 aprile - Jon Olav Hjelde, allenatore di calcio e ex calciatore norvegese
- 30 aprile - Anilda Ibrahimi, scrittrice albanese
- 30 aprile - Giovanni Inzerillo, imprenditore italiano
- 30 aprile - Michele Mignani, allenatore di calcio e ex calciatore italiano
- 30 aprile - Hiroaki Morishima, ex calciatore giapponese